# Pueblo sokoro
El pueblo sokoro forma parte del conjunto de etnias hadjarai y están relacionados con el pueblo kotoko. Las duras condiciones de la zona subsaheliana donde viven y la falta de recursos económicos han puesto al borde de la hambruna a varias de sus comunidades. Unos 17.000 sokoros viven en Chad, principalmente en el cantón Gogmi del departamento de Barh Signaka, en la región de Guéra. Existen comunidades en Sudán, en territorios fronterizos con Chad (Gharb Darfur), donde se concentran otras 2.100 personas identificadas con el pueblo sokoro. El idioma sokoro-tunjur es la lengua principal de comunicación, aunque el árabe se  utiliza como lengua franca en el comercio y una minoría está escolarizada en francés.

## Cultura
En su mayoría son agricultores que viven del mijo, el maní y algunas explotaciones del algodón. También la ganadería ofrece recursos a esta comunidad que debe aprovechar las lluvias entre junio y octubre para obtener sus cosechas. Sus productos los comercializan en los mercados de la región, principalmente en los cantones de Gogmi (Subprefectura de Melfi) y Mokofi, en la subprefectura del mismo nombre, ambas en el departamento de Barh Signaka, en el sur de la región de Guéra.

## Servicios
En materia sanitaria cuentan con una pequeña clínica en la zona que atiende a la población nómada y sedentaria. La medicina tradicional o espiritual se sigue practicando en la zona. Las tasas de alfabetización son bajas y se constataron problemas para el funcionamiento de las escuelas primarias, donde mayoritariamente concurren niños varones. En 2005 se comenzó un  programa de alfabetización supervisado por el gobierno de Chad en el idioma sokoro con la intención de mejorar las tasas de alfabetización tanto de adultos como de niños.

## Religión
El islam es la religión mayoritaria en esta etnia que al igual que el resto del complejo de pueblos hadjarai, conservan sus tradiciones espirituales preislámicas. Cada poblado tiene una mezquita y en Gogmi existe una pequeña iglesia cristiana-evangélica.